# Freseken (Adelsgeschlecht)

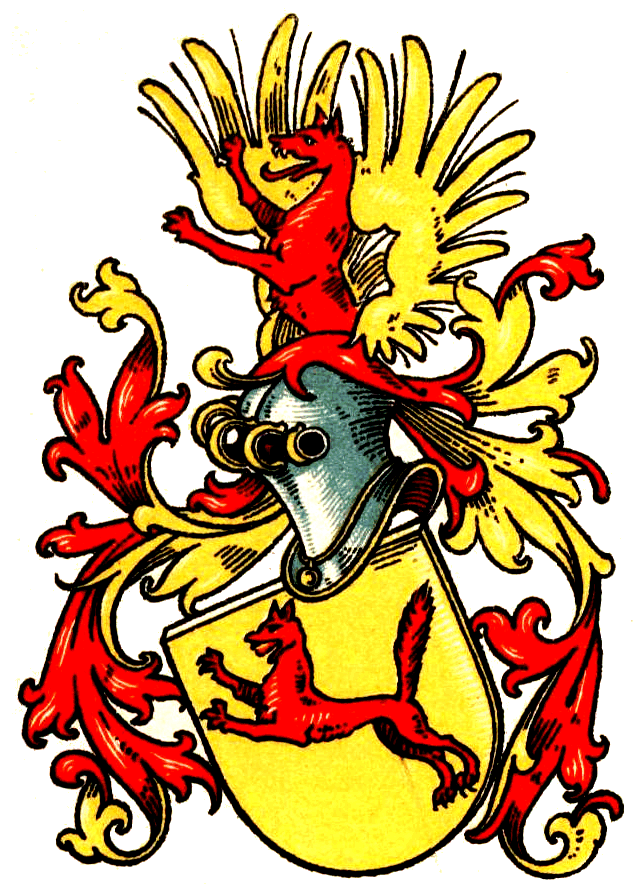
Wappen derer von Freseken

Die Freseken waren ein altes westfälisches Adelsgeschlecht mit Ursprung in Neheim (heute Stadt Arnsberg). 

## Geschichte
Die ritterbürtige Familie nannte sich zunächst auch von Nihem (Neheim) und gehörte zu den Vasallen der Grafen von Arnsberg. Ein Gervas von Neheim taucht 1293 in einer Urkunde auf, in der er einen Hof an das Kloster Wedinghausen überträgt. Er war auch Richter des gräflichen Gerichts in Neheim. Sein Sohn Gervas II. nannte sich gelegentlich bereits von Freseken und war wohl der Begründer dieses Zweigs der Familie.
Nach dem Übergang der Grafschaft an den Erzbischof von Köln gab Friedrich III. von Saarwerden 1377 ein Burgmannenhaus in Neheim (den späteren Fresekenhof) an den Burgmann Wilhelm Freyseken zu Lehen. Das Geschlecht besaß außer den zum Fresekenhof gehörenden Besitzungen weitere Güter in der Gegend von Neheim. Hinzu kam Besitz bei Rüthen. Seit etwa 1344 besaßen sie das Gut Nierhof bei Voßwinkel. Um 1383 hatten sie auch Schloss Höllinghofen in Besitz, das um 1400 an die Familie Fürstenberg fiel. Die Familie schenkte dem Kloster Oelinghausen einige Besitzungen. Dort wurden auch Mitglieder der Familie bestattet.
Ein Johann von Freseken war 1361/78 Propst des Augustinerinnenklosters Glindfeld. Wilhelm Freseken war Propst im Stift Meschede, Dompropst in Münster und Propst von St. Aposteln in Köln und erhielt das Gut Wildshausen zu Lehen. Ein Johann Freseken spielte während der Soester Fehde eine Rolle. Hermann Freseken war um 1398 Drost in Werl. Ein Wilhelm Freseken ton Eversberghe (Sohn des Diedrich) war 1437 Burggraf der Burg Arnsberg und einer der Unterzeichner der ersten Erblandesvereinigung im Bereich des Herzogtums Westfalen. Helena Freseken war ab 1534 die letzte Äbtissin des Konvents des bereits 1527 aufgehobenen Klosters Kaufungen. Die Familie erlosch im Mannesstamm vermutlich schon im 16. Jahrhundert oder Anfang des 17. Jahrhunderts, nachdem sie schon zuvor an Bedeutung verloren hatte.

## Wappen
Blasonierung: In Gold ein springender roter Fuchs. Auf dem Helm mit rot-goldenen Decken der Fuchs wachsend zwischen einem goldenen Flug.

## Personen
- Wilhelm Freseken († 1401), Propst von Meschede, Dompropst in Münster und Propst von St. Aposteln in Köln
- Helena Freseken († 21. März 1565), von 1534 bis zu ihrem Tod Äbtissin des Konvents des bereits 1527 aufgehobenen Klosters Kaufungen